# Eupoca bifascialis
Eupoca bifascialis là một loài bướm đêm trong họ Crambidae.